# Dirham marocain
Le dirham marocain (arabe : درهم ; pluriel : دراهم, darāhim ; en amazighe standard marocain : ⴰⴷⵔⵀⵎ) est la monnaie officielle du Royaume du Maroc, sur le plan international, émise par la Bank Al-Maghrib. Il est divisé en 100 centimes de dirham (سنتيم, pluriel : سنتيمات, ṣantimāt).

## Convertibilité
Le dirham marocain n’est pas une monnaie librement convertible. Il est semi-flexible.
La méthode de cotation quotidienne du dirham par rapport à son panier de référence en devises est rendue publique pour la première fois dans le rapport de la Bank Al-Maghrib, au titre de 2006. Jusqu'en avril 2015, la monnaie marocaine fut indexée à 80 % sur l'euro et 20 % sur le dollar où le dirham courant est égal à l'inverse du cours de référence de l’euro multiplié par 80 %, plus l'inverse du cours de référence du dollar multiplié par 20 %. Le résultat de cette addition est multiplié par le résultat du rapport entre le cours de l'euro sur celui du dollar. Cette opération donne lieu à la valeur d'un dirham courant et son équivalent en dollar.
Depuis le 13 avril 2015, le dirham est indexé par rapport à un panier basé à 40 % sur le dollar et à 60 % sur l'euro, le ministre marocain de l'économie explique ce changement par le fait qu'en 2002 les importations/exportations marocaines se faisaient à 20 % en dollars et qu'en 2015 les échanges commerciaux du royaume du Maroc ont atteint 42 % en 2015. L'objectif du réajustement de la cotation du dirham étant de préparer la transition vers un système de change flottant et mieux intégrer l'économie mondiale.

### Évolution du cours en euro
Le cours du dirham marocain est relativement stable depuis vingt ans par rapport à l'euro : 10 MAD valent un peu moins d'un euro.
| Date             | Euro  | Unité | Devise (MAD)    |
| ---------------- | ----- | ----- | --------------- |
| 21 juillet 2004  | 0,100 | 1     | dirham marocain |
| 10 février 2005  | 0,090 | 1     | dirham marocain |
| 8 février 2008   | 0,089 | 1     | dirham marocain |
| 3 décembre 2009  | 0,087 | 1     | dirham marocain |
| 15 mars 2012     | 0,089 | 1     | dirham marocain |
| 20 décembre 2017 | 0,089 | 1     | dirham marocain |
| 29 avril 2018    | 0,088 | 1     | dirham marocain |
| 6 janvier 2019   | 0,092 | 1     | dirham marocain |
| 2 décembre 2021  | 0,096 | 1     | dirham marocain |
| 30 août 2022     | 0,098 | 1     | dirham marocain |
| 26 décembre 2022 | 0,099 | 1     | dirham marocain |

## Histoire monétaire du Maroc

### Avant 1881

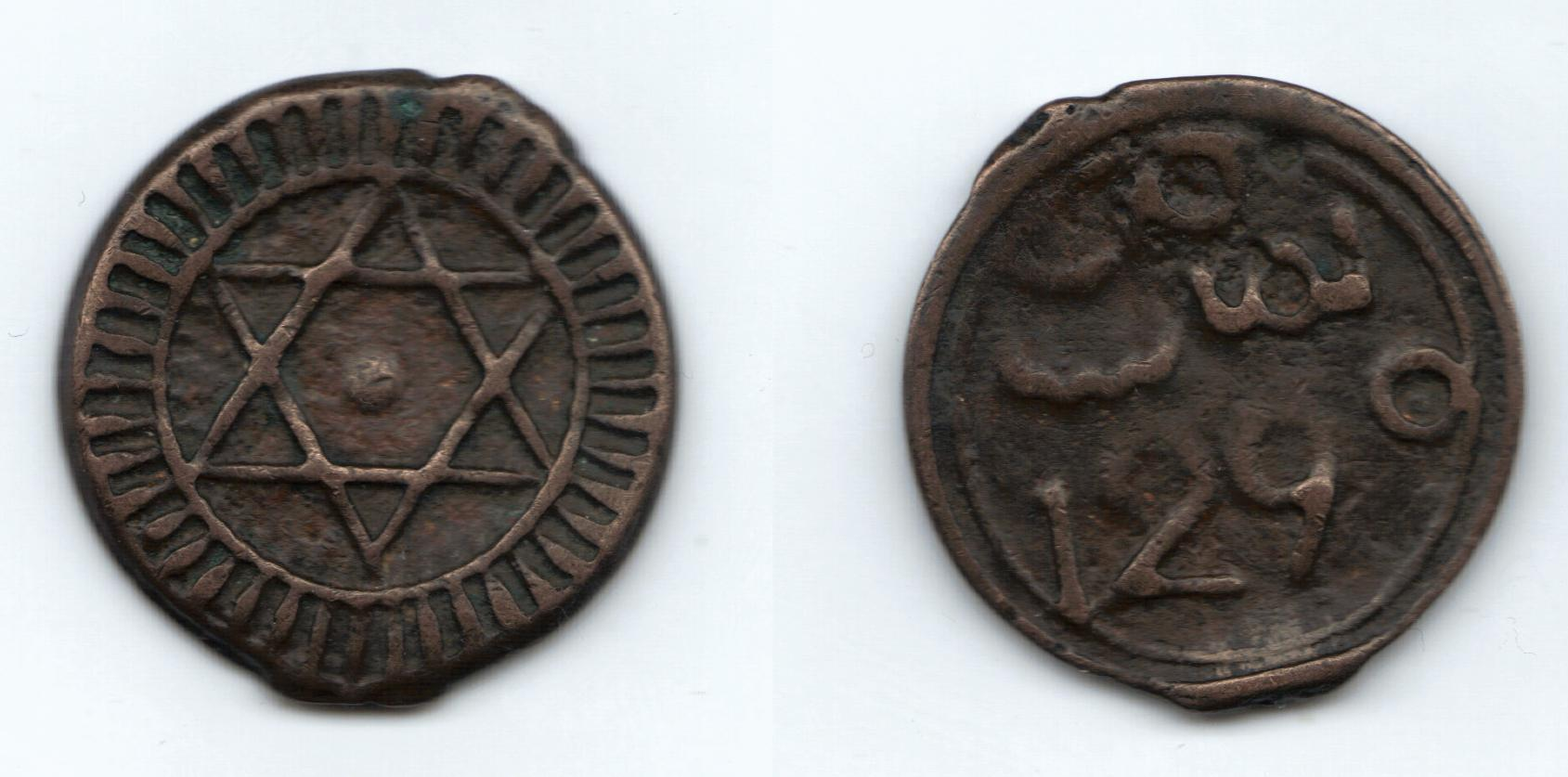
Pièce en bronze valant 4 fulûs (1290 hégire : 1873, 28 mm) moulée à Fèz sous Mohammed IV (1802-1873), sultan du Maroc.

Le dirham est avant tout le nom d'une unité de masse, qui qualifie un type de monnaie qui circulait, outre au Maghreb, sur le pourtour sud de la Méditerranée et jusqu'en péninsule arabique : son nom est dérivé de la drachme grecque. C'est cette dernière monnaie qui a d'abord été utilisée par les commerçants arabes, puis vers la fin de VIIe siècle, sous le califat d'Abd al-Malik, la pièce fut transformée en monnaie islamique avec citation religieuse, nom et effigie du souverain. Le dirham a été frappé dans de nombreux pays méditerranéens, y compris en Al-Andalus, ce qui explique qu'il ait pu servir de monnaie en Europe entre les Xe et XIIe siècles, notamment avec la république de Venise.
On considère que l'histoire monétaire marocaine commence au Ier siècle av. J.-C. quand Juba II et son fils Ptolémée frappèrent leur propre monnaie, des deniers et aureus inspirés du système monétaire de l'Empire romain.
Au VIIIe siècle, sous le règne d’Idris Ier, le Maroc crée sa propre frappe de monnaie, produisant exclusivement des dirhams d’argent. Suivant les dynasties islamiques, d’autres symboles forts suivirent au fil des siècles, le dinar or et le qirat. En 1678, sous les Alaouites, le dirham s’impose de nouveau, puis, au XVIIIe siècle apparaît aussi le mithqal d'or, décuple du dirham, dernier avatar de la frappe au marteau. Au début de XIXe siècle, on trouvait des petites pièces en bronze appelée falus (en) (ou fulûs, dérivée du fals) qui étaient coulées à partir de moules, des mazunas en argent puis en bronze, des pièces en argent appelée dirham et des pièces en or appelées benduqi.

### 1881-1959
En 1881, sous la pression européenne, le Maroc s'ouvre à la fabrication industrielle et non plus manuelle de sa monnaie : fabriqué par une frappe au balancier installée à Fès, le mazuna de cuivre devient une subdivision du dirham d'argent, lui-même une subdivision du rial hassani ((es) douros hassani), lequel était initialement calqué, en termes de poids, sur la pièce de huit espagnole, puis, par réajustement, ne valut plus au change de cette époque que 5 pesetas ou francs français d'argent : la monnaie marocaine est donc dès 1881 intégrée de facto au système de l'Union monétaire latine. Le taux de conversion interne évolue, le cours du rial a tendance à s'apprécier par rapport au dirham. Les différentes pièces d'argent sont à diverses époques, et jusqu'en 1920, frappées entre Paris, Berlin, Londres et Birmingham. Il s'ensuivit une grande dépréciation des monnaies sultaniennes, au profit des pièces espagnoles et françaises qui avait littéralement envahi les échanges quotidiens : en 1902, le rial, massivement thésaurisé, subissait une décote de 37 % de sa valeur par rapport à celle de 1881, ce qui conduisit à un taux de change abusif de 2 rials pour une peseta. À la suite de la Conférence d'Algesiras en 1906, l'année 1907 voit la création à Tanger, de la Banque d'État du Maroc qui peut donc émettre ses propres billets de banque libellé en rials, mais n'occupèrent que 40 % de la masse monétaire du pays.
À l’époque du protectorat français, établi en 1912, apparaît le franc marocain, qui allait être aligné strictement sur le franc-or en 1917, et qui, malheureusement, suivit ensuite la dévaluation de celui-ci à partir du dahir du 21 juin 1920 : les premières pièces, frappées aux armes du royaume, en franc marocain, n'apparaissent réellement qu'à ce moment-là, ainsi que les premiers billets. Auparavant, les populations marocaines devaient accepter dans leurs échanges les billets de la Banque de l'Algérie, libellés en francs français : la situation était alors fort confuse, car à Tanger circulait la peseta espagnole, mais aussi, comme dans le reste du pays, les billets de la Banque d'État du Maroc et ceux de la Banque de l'Algérie, lesquels se concurrençaient.

### Le dirham, monnaie souveraine
Le dahir du 15 octobre 1959, faisant suite à l’indépendance du Maroc obtenue par Mohammed V en 1955, institue le rétablissement du dirham en argent au taux de 1 dirham = 117,50 francs français d'avant 1958 ou 1,175 nouveau franc français et la suppression du franc marocain fut actée en 1960. Cependant, les pièces subdivisionnaires de 0,1 à 0,20 centimes frappées en franc marocain vont circuler au moins jusqu'au début des années 1980.
Depuis 1987, la Dar As-Sikkah, la Monnaie du Maroc, rattachée à la Bank Al-Maghrib assure intégralement, selon des procédés techniques de pointe, la fabrication de ces billets et pièces de monnaie.
En 2023, Bank Al-Maghrib sort deux nouveaux billets : 100 dirhams et 200 dirhams ainsi que des nouvelles pièces de 10 dh, 5 dh, 1 dh, 1/2 dh ainsi que 10 et 20 centimes,.
le Maroc amorce une transition vers un régime de change plus souple, permettant au Dirham d’évoluer progressivement sous l’effet de l’offre et de la demande. Les réformes engagées par Bank Al-Maghrib visent à préparer le marché et les entreprises à un avenir où la monnaie nationale ne sera plus sous contrôle direct. Autrement dit, cette réforme a favorisé l’élargissement des bandes de fluctuation du Dirham, permettant d’avoir une meilleure connaissance des dynamiques du marché et de réduire les interventions de la Banque centrale, analyse Finances News Hebdo, précisant que l’introduction d’un marché interbancaire de change a contribué à renforcer les échanges de devises ainsi que la liquidité du marché. Au premier trimestre 2025, le montant mensuel moyen des échanges de devises contre dirhams sur le marché interbancaire a chuté de 37,7 % en glissement annuel, atteignant 42,3 milliards de dirhams. Pendant ce temps, le dirham s’est apprécié de 1,39 % face à l’euro et s’est déprécié de 1,49 % par rapport au dollar américain, illustrant l’ajustement naturel du marché,,.

### Persistance du rial marocain
À l’oral et pour les achats quotidiens, le rial marocain vaut cinq centimes de dirham (vingt rials valent un dirham) dans l'ancienne partie française. La population de l'ancien Protectorat espagnol au Maroc compte 2 rials pour 1 dirham (1 rial = 50 cts) dans le nord-ouest, tandis que dans le nord-est, les populations du Rif comptent en duro qui équivaut également à un demi-dirham. Il est de plus en plus fréquent d'entendre les prix en dirham ou en centimes dans les villes mais il est encore largement répandu d'entendre des prix en duro ou rial en zones rurales. L'usage familier de plusieurs formes de monnaies donne parfois des montants, qui, s'ils sont compréhensibles localement par les habitants, peuvent être très difficilement maîtrisable par un non initié : par exemple, dans le montant "1 million et 40 mille rials", par "million" on sous entend un million de centimes, et pas un million de rials. Donc 12000 dirhams. Les citadins parlant plutôt en « francs » qui représentent les centimes de dirham (1 million valant 10 000 dirhams, 12 dirhams = 1 200 francs).
| Dirham marocain (officiel) | Rial (populaire au centre du Maroc) | Franc (pour les sommes > 10 mad) |
| -------------------------- | ----------------------------------- | -------------------------------- |
| 1                          | 20 rials                            | 100 francs                       |
| 5                          | 100 rials                           | 500 francs                       |
| 10                         | 200 rials                           | 1 000 francs                     |
| 50                         | 1 000 rials                         | 5 000 francs                     |
| 100                        | 2 000 rials                         | 10 000 francs                    |
| 200                        | 4 000 rials                         | 20 000 francs                    |
| 5 000                      | 100 000 rials                       | 500 000 francs                   |
| 10 000                     | 200 000 rials                       | 1 million de francs              |

## Le nouveau régime de change
Le Ministère de l'Économie, des Finances et de la Réforme de l'Administration du Maroc a décidé, après consultation avec Bank Al-Maghrib, d’adopter un nouveau régime de change à partir du lundi 15 janvier 2018. Ce nouveau système consiste à fixer le taux de change du dirham à l’intérieur d’une bande de fluctuation de ±2,5 %, au lieu de ±0,3 % actuellement, autour d’un taux central déterminé par Bank Al-Maghrib sur la base d’un panier de devises composé de 60 % d’euro et 40 % de dollar américain,.
Dans le cadre de ce nouveau régime, Bank Al-Maghrib poursuivra ses interventions afin d'assurer la liquidité du marché des changes. Cette réforme est lancée dans des conditions favorables, marquées par la solidité du secteur financier national et la robustesse des fondamentaux macroéconomiques, notamment un niveau adéquat de réserves en devises et la maîtrise continue du taux d'inflation.
Cette réforme sera également accompagnée par la poursuite des réformes structurelles et sectorielles. L’objectif de la réforme du régime de change est de renforcer la résilience de l’économie nationale face aux chocs extérieurs, de soutenir sa compétitivité et de contribuer à l’augmentation du niveau de croissance.
Elle permettra aussi d’accompagner les transformations structurelles qu’a connues l’économie nationale au cours des dernières années, notamment en ce qui concerne la diversification de ses sources de croissance, son ouverture et son intégration dans l’économie mondiale.
La réforme du régime de change, qui consacre les acquis réalisés tant au niveau du cadre macroéconomique que des réformes structurelles et sectorielles, ainsi que le processus d’ouverture de l’économie marocaine sur l’extérieur, constitue une nouvelle étape vers le renforcement du positionnement de son économie parmi les pays émergents,.
La première année de mise en œuvre de cette réforme s’est déroulée dans des conditions favorables, marquées par l’assimilation de son contenu par le système bancaire, par l’adaptation progressive des acteurs économiques, ainsi que par l’approfondissement du marché interbancaire des changes. De plus, le taux de change du dirham est resté fluctuant à l’intérieur de la bande fixée, sans intervention de la banque centrale, démontrant ainsi l’adéquation de son niveau avec les fondamentaux de l’économie marocaine,.